# Cublington
Cublington är en ort och civil parish i Storbritannien.   Den ligger i kommunen Buckinghamshire och riksdelen England, i den södra delen av landet, 60 km nordväst om huvudstaden London. Cublington ligger 138 meter över havet och antalet invånare är 328.
Terrängen runt Cublington är huvudsakligen platt. Cublington ligger uppe på en höjd. Runt Cublington är det tätbefolkat, med 356 invånare per kvadratkilometer. Närmaste större samhälle är Milton Keynes, 16,7 km norr om Cublington. Trakten runt Cublington består till största delen av jordbruksmark.